# New Routemaster
A New Routemaster (eredeti nevén New Bus for London) Londonban üzemelő dízel-elektromos hibrid emeletes busz. A járművet a Heatherwick Studio tervezte, és a Wrightbus gyártotta. Figyelemre méltó a busz végében a nyitott peron, amely hasonlít az előd AEC Routemasterhez, azonban ezt a modern kor elvárásaihoz igazították, ezáltal akadálymentesen elérhetővé vált, valamint szükség esetén zárható is. Az első példány 2012. február 27-én állt forgalomba.
A korábbi AEC Routemaster a klasszikus londoni autóbusztípus volt a rá jellemző nyitott hátsó ajtóval. Ezeket a buszokat több mint fél évszázadnyi üzemeltetés után Ken Livingstone polgármestersége alatt, 2005 végén két nosztalgiajárat kivételével az összes vonalról kivonták és helyükre teljesen új, akadálymentes (részben csuklós buszokból álló) flotta állt. Ezeken a buszokon – részben a balesetveszély miatt – már nem volt nyitott hátsó peron. A Routemasterek forgalomból kivonása a 2008-as londoni polgármester-választás egyik vitatémája volt. Boris Johnson, a később megválasztott polgármester egyik kampányígérete az új emeletes Routemasterek beszerzése volt, később ezért is kapta a típus a Boris Bus vagy Borismaster becenevet. Johnson győzelme után még 2008-ban el is indult a buszra a nyílt tervpályázat, 2009 végén megkötötték a szerződést a buszok gyártásáról a Wrightbusszal, majd a jármű végleges formatervét 2010 májusában mutatták be.
Az új emeletes busz megalkotásakor a tervezők a régi AEC Routemasterhez nyúltak vissza. Elődjével ellentétben a New Routemaster a gyorsabb utascsere érdekében három ajtót és két lépcsőt kapott. A harmadik nyitott ajtót szükség esetén be is lehet csukni, így ez a kialakítás lehetővé teszi, hogy a busz egyfős személyzettel, kalauz nélkül üzemeljen. A legyártott buszok ára darabonként közel 354 500 angol font volt.
A New Routemaster nagy népszerűségnek örvendett az üzemeltetők körében, és a buszok mára már részét képezik a londoni városképnek. Népszerűsége ellenére több tervezési hibával küszködik, mint például nyáron az utastér túlmelegszik, vagy a nem megbízható hibrid akkumulátorai miatt több szennyezést bocsát ki, mint az elődei. Hogy a Wrightbus a negatív kritikákat eloszlassa, 2016-ban bemutatta az utód Wright SRM-et, amelyet már Volvo B5LHC alvázra építettek, de a New Routemaster formatervét nagy részben átvette. A gyártó az utolsó New Routemastert 2017 decemberében szállította le a London United részére.

## Jellemzői

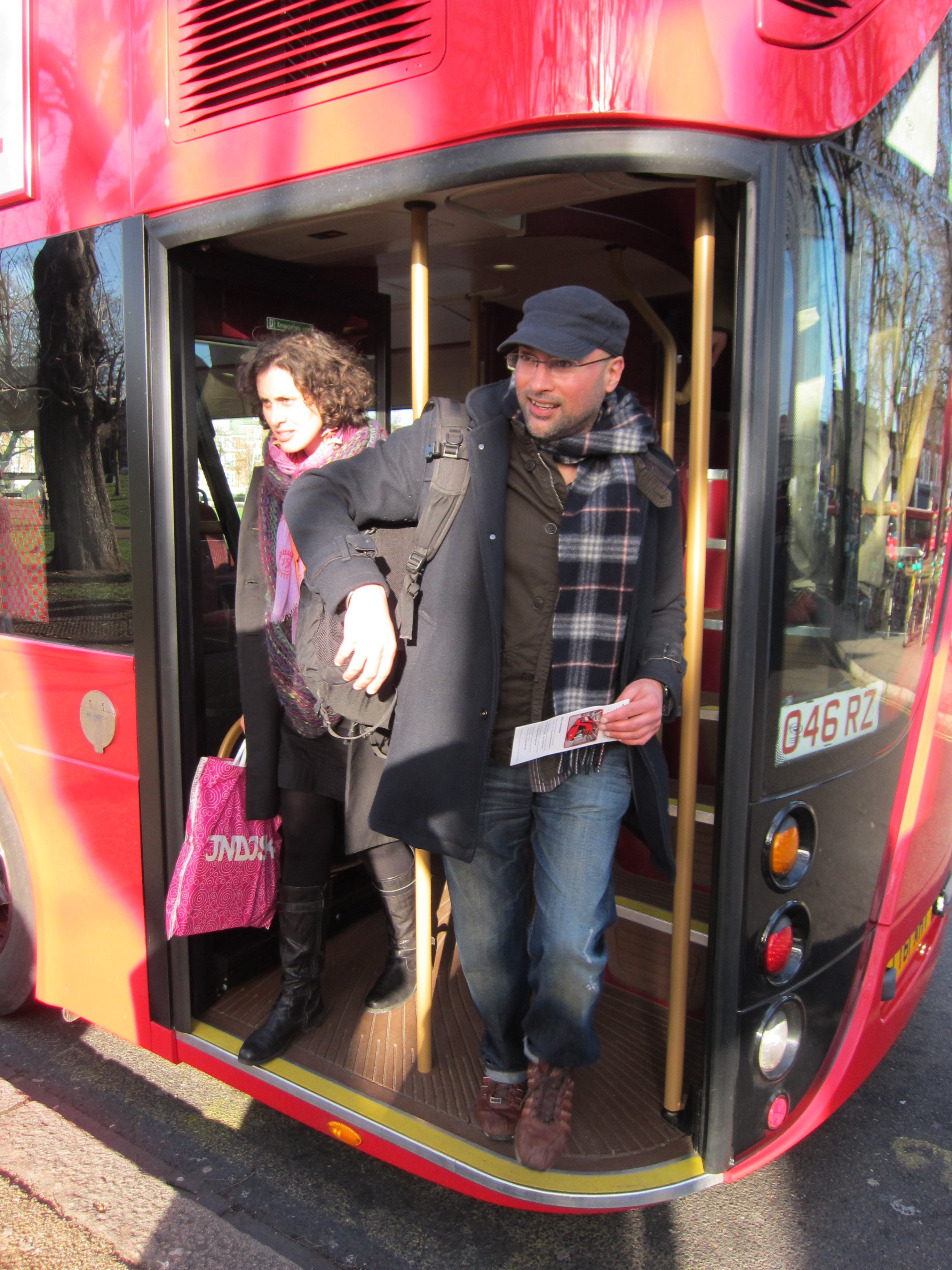
Utasok szállnak le a nyílt hátsó ajtón

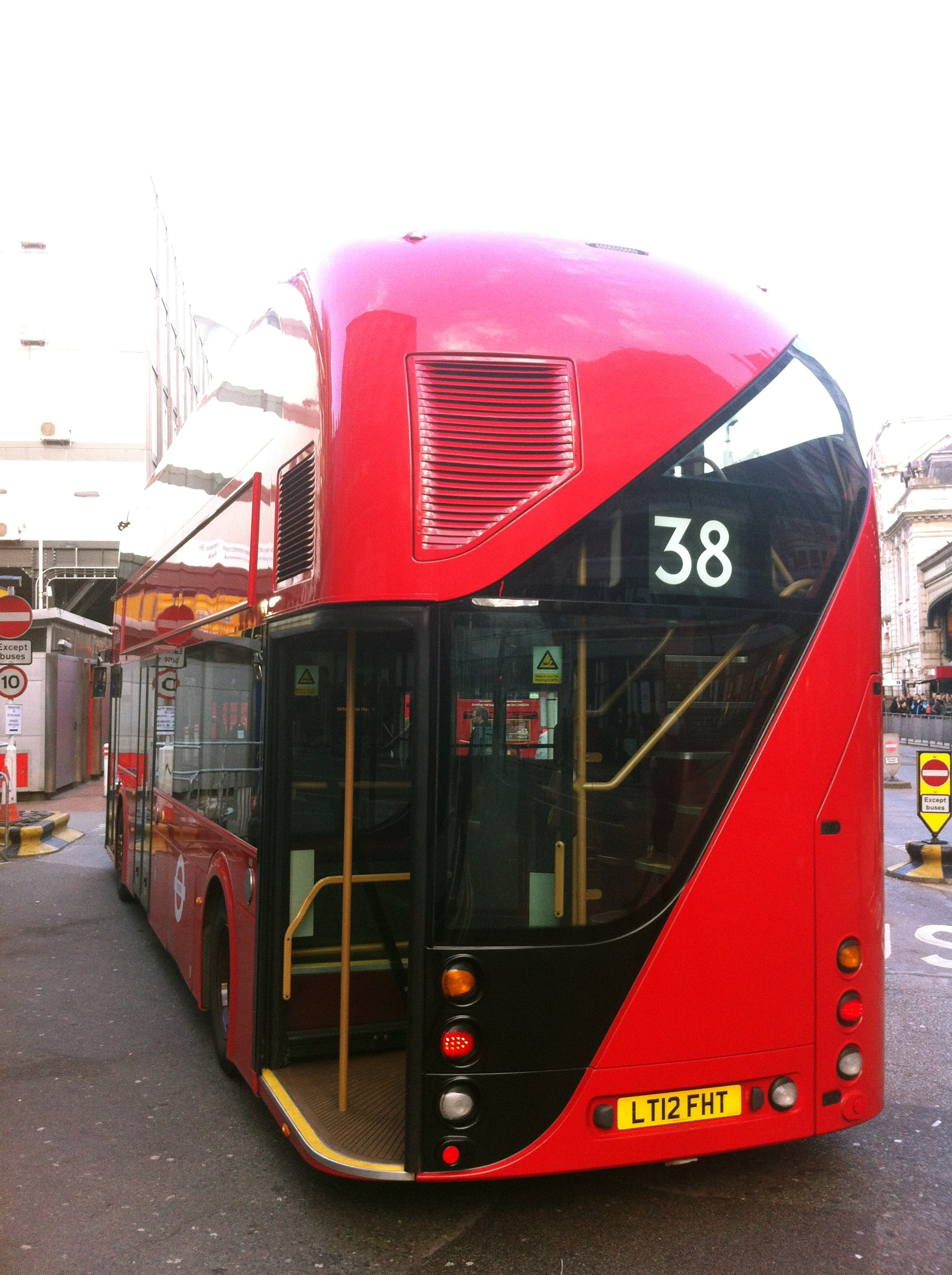
A típusra jellemző ívelt hátfal

Az utasajtók a jármű elején, közepén és végén kaptak helyet, melyekből a legelső és a leghátsó az emeletre vezető lépcsősorokra nyílnak. A hátsó ajtó rendelkezik egy, az AEC Routemasterből ismert peronrésszel, illetve egy kapaszkodórúddal. Hasonlóan régi elődjéhez, a New Routemaster harmadik ajtaja is alkalmas arra, hogy az utasok két megálló között is fel-, vagy leszállhassanak a mozgó járműről, amennyiben a jármű a buszvezetőn kívül egy kalauzzal is közlekedik, különben ez a hátsó ajtó zárva van, és csak megállóhelyeken nyit. A londoni tömegközlekedésben használatos Oyster card számára mind a három ajtó el van látva Oyster-olvasóval. Más formátumú jegyeket felszálláskor a járművezetőnek kell bemutatni.
A buszokba a Camira Fabrics üléshuzatai kerültek, a korábbi típusoktól eltérő mintával. A belső tér világítását LED-es lámpákkal, hűtését pedig egy klímavezérelt szellőztető rendszerrel oldották meg. Utastájékoztatás szempontjából a buszokat felszerelték vizuális tájékoztatókkal, hangszórókkal, illetve hallássérültek részére kiépítettek egy hangfrekvenciás indukciós hurok-rendszert, amelyek a busz viszonylatáról, végállomásáról és következő megállójáról tájékoztatja az utasokat.
A busz dízel-elektromos hibrid, elektromos motorját egy dízelüzemű generátor tölti, emellett fékezéskor energiát tud visszatáplálni a rendszerbe.

## Háttere

### Az eredeti Routemaster buszok Londonban

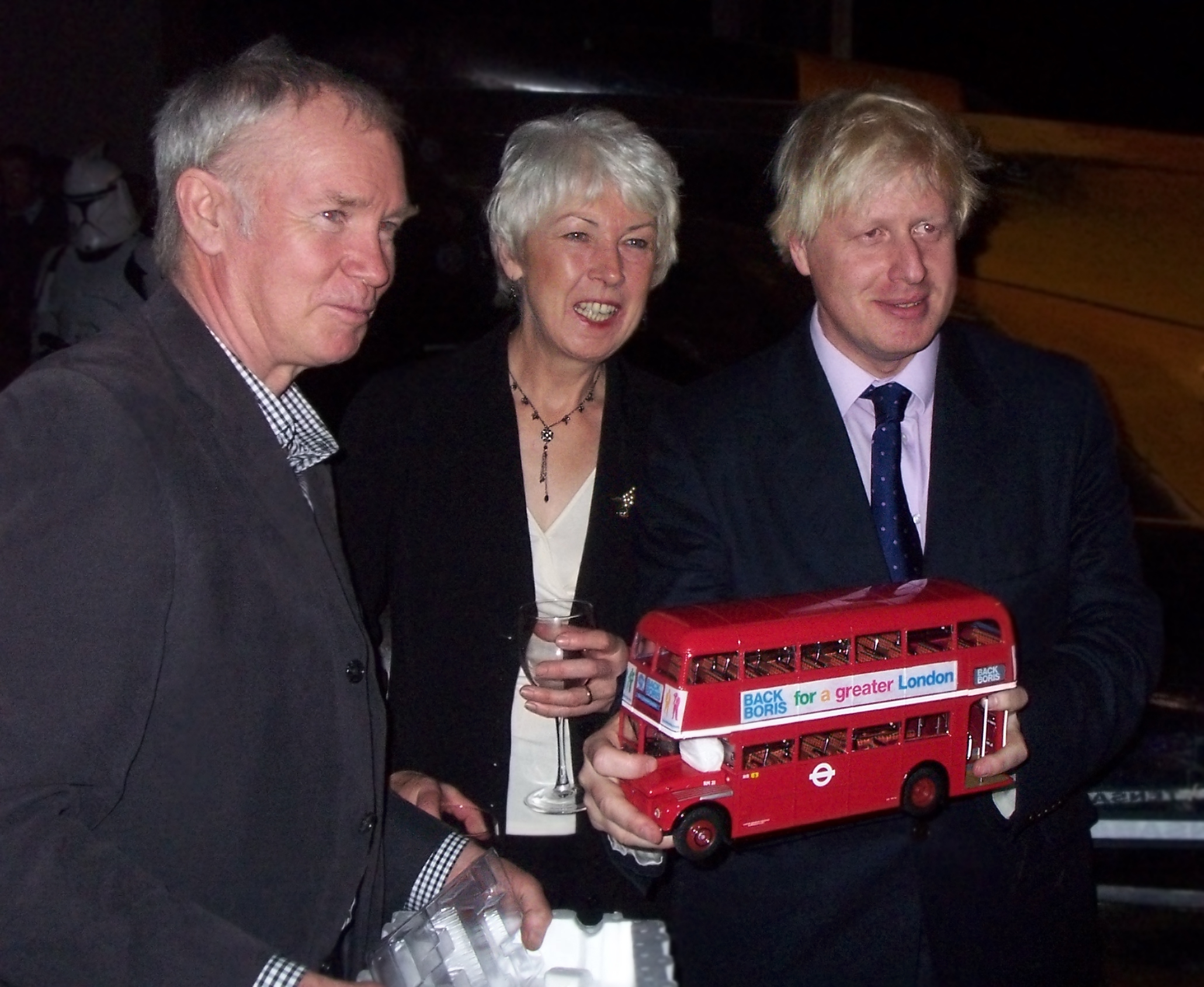
Boris Johnson egy modell Routemasterrel, rajta a 2008-as polgármesteri kampányának jelmondatával

A London számára tervezett és nagyrészt ott is üzemeltetett több mint 2800 darab Routemastert 1956 és 1968 között gyártották. A robusztus formatervének köszönhetően a cseréjének többszöri kísérlete ellenére 2005-ig forgalomban maradt.
2000. december 31-étől minden, az Egyesült Királyságban forgalomba állított új busznak meg kell felelnie az 1995-ben elfogadott fogyatékkal élők megkülönböztetéséről szóló törvénynek, amely előírja többek között az akadálymentes hozzáférhetőséget, így 2000 után a Routemaster a nem akadálymentesített buszok leggyakoribb példájává vált.
London polgármestere, Ken Livingstone a 2000 és 2004 közötti első ciklusában még támogatta, hogy a Routemaster korlátozott mennyiségben, de megmaradjon az angol főváros útjain, emellett olyan ígéretet is tett, hogy 2009-re a teljes buszflottát lecseréli alacsony padlósra. Ezt a dátumot később 2006-ra módosították, ezzel a Routemaster buszoknak a korábban tervezetthez képest előbb fejeződött be a londoni pályafutásuk. A forgalomból való kivonást emellett az is indokolta, hogy a hátsó nyitott peron balesetveszélyes is lehetett, a gépjárművezető mellett egy kalauzt is kellett alkalmazni, valamint az utazóközönség előnyben részesítette a modern, kényelmesebb busztípusokat. Livingstone szerint polgármestersége alatt évente körülbelül 12 ember halt meg, miután leesett a busz hátsó peronjáról. Az utolsó Routemastereket 2005 decemberében vonták ki a menetrend szerinti forgalomból.
Kivonásuk után a 9-es és 15-ös buszok vonalán közlekedtek nosztalgiajáratként, rövidített útvonalon, így ez nem ütközik a Transport for London közlekedéspolitikájával, ugyanis a nosztalgiabuszok mellett alacsony padlós buszok is közlekednek teljes útvonalon. A 9-es buszvonalon 2014 júliusa óta nincsenek már nosztalgiajáratok.

### FRM és XRM
1964–65 környékén egy hátsó motoros Routemaster fejlesztésébe kezdtek, aminek eredménye 1966-ban az FRM1 (front-entrance Routemaster, magyarul elsőajtós Routemaster) lett. A prototípus 60%-ban azonos alkatrészekből állt, mint a hagyományos Routemaster, valamint ez volt az első önhordó vázas, hátsó motoros emeletes busz, amit Nagy-Britanniában építettek. Az egyetlen utasajtó és az egyedi tervezésből fakadó műszaki problémák miatt az FRM kudarcba fulladt, bár magának a koncepciónak volt létjogosultsága.
A London Transport 1968-ban visszatért a tervezőasztalhoz, hogy a Routemastert kiváltó emeletes buszt tervezzenek. A kezdeti terveken a busz négy tengellyel és alacsony padlóval rendelkezett. A projekt 1975-ben az XRM (Experimental Route Master) nevet kapta. Az új típusban a motort busz oldalsó részére helyezték, valamint a kis kerekeket és hidraulikus meghajtást kapott a még alacsonyabb padlószint eléréséért. Az 1970-es évek közepén végzett kutatások kiábrándító eredményeket hoztak, majd 1978-ban az XRM az előd Routemasterhez hasonlító, hagyományosabb kinézetet kapott, a hátsó tengely mögött elhelyezett hátsó ajtóval. Terv volt még az LPG meghajtásra, valamint hidraulikus felfüggesztéssel ellátásra, amivel a padló magasságát lehetett volna csökkenteni a megállókban, azonban a projektet 1980-ban leállították, mivel úgy számoltak, hogy 2500 új XRM legyártása 153 millió fontba került volna, míg a 2700 Routemaster karbantartása csak 13,5 millió fontba.
Egy évtizeddel később a London Transport ismét a Routemasterek leváltásán kezdett el dolgozni, ehhez 1989-ben terveket kért a Dennis Bus, az Alexander és a Northern Counties vállalatokról. Némileg meglepő módon a felkérés a régi Routemasteréhoz hasonló egy darab hátsó ajtót és az utastértől elszeparált vezetőállást is előírt, melyek már akkor elavultnak számítottak az Egyesült Királyságban.
1999-ben a London Transport kapott egy tervet az egykori járműtechnikai vezetőjüktől, Colin Curtistől, aki egykor a Routemaster fejlesztését vezette. A „Q Master” névre keresztelt busz tervét mind a London Transport, mind a gyártók támogatták. Az újonnan alakult Transport for London kezdetben támogatta a fejlesztést, de végül 2003 júniusában ezzel a projekttel is felhagytak.

## Tervezés

### A kezdeti Capoco-javaslat
2007. szeptember 3-án Boris Johnson, a Konzervatív Párt polgármesterjelöltje bejelentette, hogy a modern idők Routemasterét tervezi bemutatni. 2007 decemberében a brit Autocar autómagazin felkérte a Capoco tervezőirodát, amely nevéhez kapcsolódik az Optare Solo autóbusz is, hogy tegyenek javaslatot az új generációs Routemaster számára. A tervezett busz az RXML nevet kapta, hibdid meghajtással, alacsony padlóval és könnyű alumínium szerkezettel tervezték, valamint nagyobb utaskapacitással rendelkezett volta, mint a régi Routemaster.
A tervekben a busz kapott volna egy mozgáskorlátozottak számára elérhető első, zárható ajtót, míg hátul megtartotta volna a nyitott peront és a lépcsőt. A busz egy benzin-hidrogén motort kapott volna az elejébe, amely folyamatosan töltötte volna a busz akkumulátorát, a hátsó tengelyt meghajtó elektromos motor pedig hátra került volna, valamint a hidrogéntartály az emeletre vezető lépcsősor alatt kapott volna helyet, így ezzel az elrendezéssel a busz alacsony padlóval rendelkezett volna.
A modellt érdeklődés övezte a sajtó részéről, azonban Livingstone túl költségesnek és balesetveszélyesnek ítélte annak ellenére, hogy javaslat is született a hátsó peron kamerákkal történő megfigyelésére.

### New Bus for London pályázat

A Capoco Design győztes koncepciója

Boris Johnson támogatta az Autocar és a Capoco formatervét, és ígéretet tett, hogy ha megnyeri a 2008. májusi polgármester-választást, akkor pályázatot ír ki az új Routemaster fejlesztésére. Győzelme után, 2008. július 4-én kihirdette a New Bus for London elnevezésű pályázatot.
A Transport for London két kategóriában hirdetett versenyt mind a cégek, mind a polgárok számára: a képzelet kategóriában az általános ötletekhez és elképzelésekhez, a formaterv kategóriában pedig a jobban kidolgozott javaslatokra. Mindkét kategóriában vagy a busz egészéről, vagy a busz kisebb részeiről szóló tervet kellett benyújtani a résztvevőknek.
A képzelet kategóriában követelmény volt a nyitott hátsó peron, valamint egy nyitható-csukható utasajtó. A formaterv kategóriában már több elvárás szerepelt: legalább egy belső lépcsősor mellett a hátsó peron és a zárható utasajtó itt is megjelent, továbbá legalább 72 személy elszállítására alkalmasnak kellett lennie a tervezett járműnek. Ezek mellett mind a két kategóriába beküldött terveknek meg kellett felelniük a kötelező és javasolt formai feltételeknek, valamint alkalmasnak kellett lenniük a sorozatgyártásra. A pályázaton pénzdíjat is felajánlottak: a nyertes 25 000 fontnyi, a jó ötletek pedig alacsonyabb pénzjutalomban részesültek.
A 2008. októberi pályázati lezárás után több javaslat a média figyelmét is felkeltette. Köztük a H4 Group „mosolygós busza”, a Future Systems „űrkorszaki” busza hidrogénmeghajtással, valamint a Foster & Partners üvegtetejű emeletes busza. A nyertest 2008. december 19-én hirdették ki. A pályázaton 255-en indultak formaterv, és 475-en képzelet kategóriában. A pályázatnak egy magyar díjazottja is volt Vass László személyében, aki a képzelet kategóriában indult.
A 25 000 fontos fődíjat végül megosztva a Capoco Design, valamint a Foster & Partners és Aston Martin közös koncepciója kapta.

### Pályázati eljárás és a végső formaterv

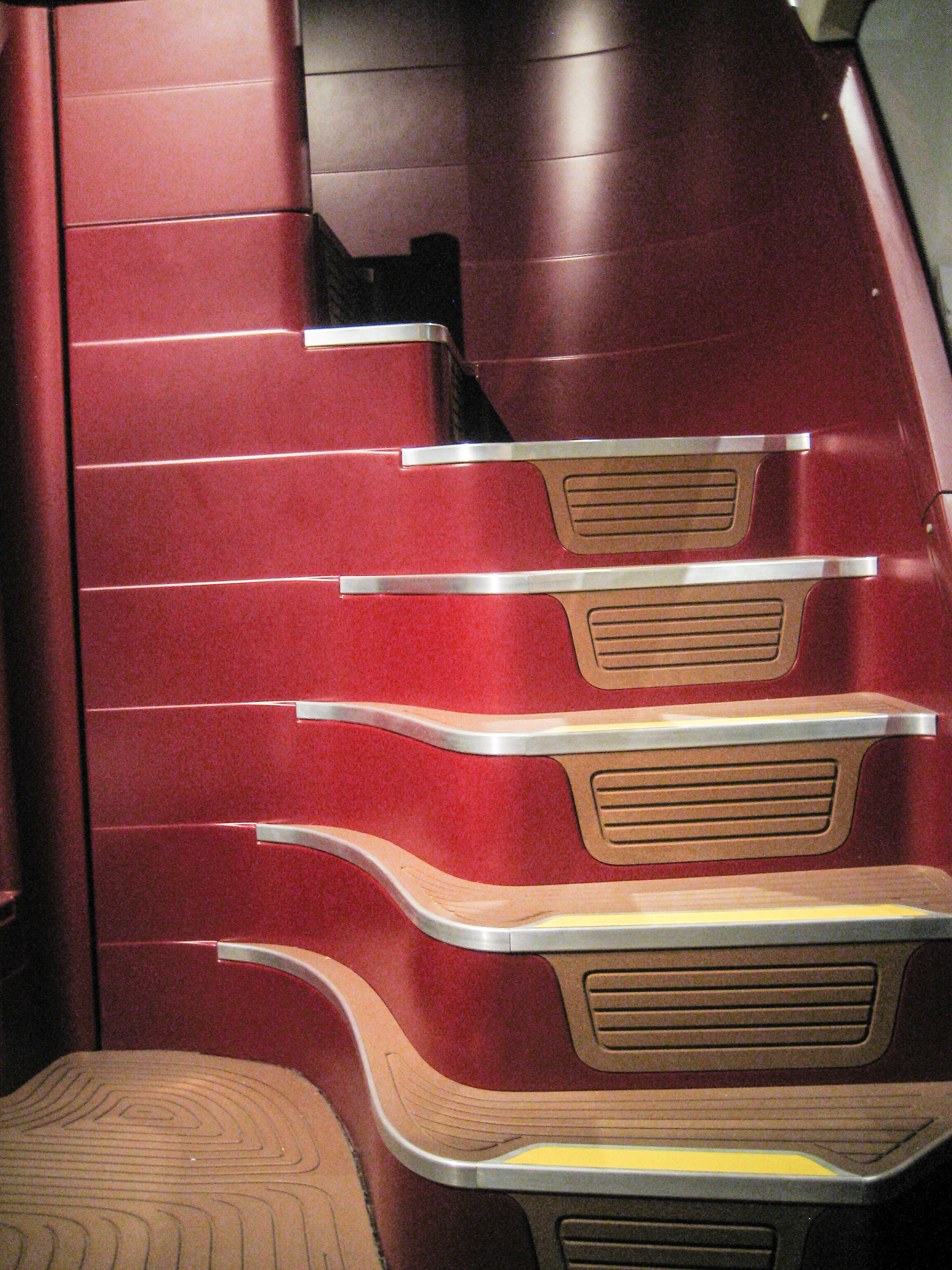
Hátsó csigalépcső

A győztes valamint a díjazott terveket a Transport for London kiküldte a buszgyártóknak, hogy azok alapján készítsék el egy busz formatervét, hogy azzal majd indulhassanak a TfL busztenderén. A buszok beszerzésére a felhívás végül 2009 áprilisában jelent meg az Európai Unió Hivatalos Lapjában.
2009 májusában hat gyártót hívtak meg tárgyalásra a buszok tervezésével és gyártásával kapcsolatban. Ez a hat gyár az Alexander Dennis, az EvoBus (amihez a Mercedes-Benz tartozik), a Hispano Carrocera, az Optare, a Scania és a Wrightbus volt, amik közül mindegyik tudta teljesíteni az elő követelményt, három éven keresztül évi 600 autóbusz legyártását. A Volvo visszautasította a meghívást. A TfL augusztus 14-ét jelölte ki a részletes ajánlatok benyújtásának határidejére. A Scania és az EvoBus még a határidő előtt visszalépett, mert a Scaniánál nem tudták volna időre előállítani az első prototípust, az EvoBusnál pedig nem tudtak legyártani emeletes buszokat.
Végül 2009. december 23-án az északír Wrightbus nyerte meg a tendert az új Routemaster buszok megépítésére. A szerződés szerint a buszoknak legalább 57 férőhelyesnek kell lenniük, két lépcsővel és három utasajtóval ellátni, amelyekből a leghátsót menet közben is nyitva lehessen hagyni, amennyiben a busz egy kalauzzal is közlekedik. Továbbá a buszoknak hibrid meghajtásúaknak kell lenniük, amivel a hagyományos buszokhoz képes 40%-kal, a már forgalomban lévő hibrid buszokhoz képest 15%-kal több üzemanyagot tud megtakarítani, valamint a nitrogén–oxid-kibocsátása 40%-kal, a szemcsés anyagok kibocsátása 33%-kal alacsonyabb a dízel buszokkal összehasonlítva.
2010. május 17-én mutatták be a végleges formatervet, melyen legszembetűnőbbek az aszimmetrikus ablaküveg sávok, amik futurisztikussá teszik a busz megjelenését. A TfL és a Wrightbus a Heatherwick Studióval dolgozott össze, hogy megtervezzék a busz végső kinézetét. Egy London számára készült ikonikus busz lévén a Transport for London a busz formatervét levédette.
A karosszériát két átlós ablaksorral látták el, amelyek fentről lefele húzódnak el, közülük az egyik a busz végén, a másik pedig a busz jobb elején tér át az emeleti részről a földszintire, ezzel természetes fényt enged be mind a két emeletre vezető lépcsősorra. A hátsó lépcsősor ugyanott helyezkedik el, mint a régi Routemaster lépcsősora, az első lépcsősor pedig a vezetőállás mögött kapott helyet.

## Gyártás

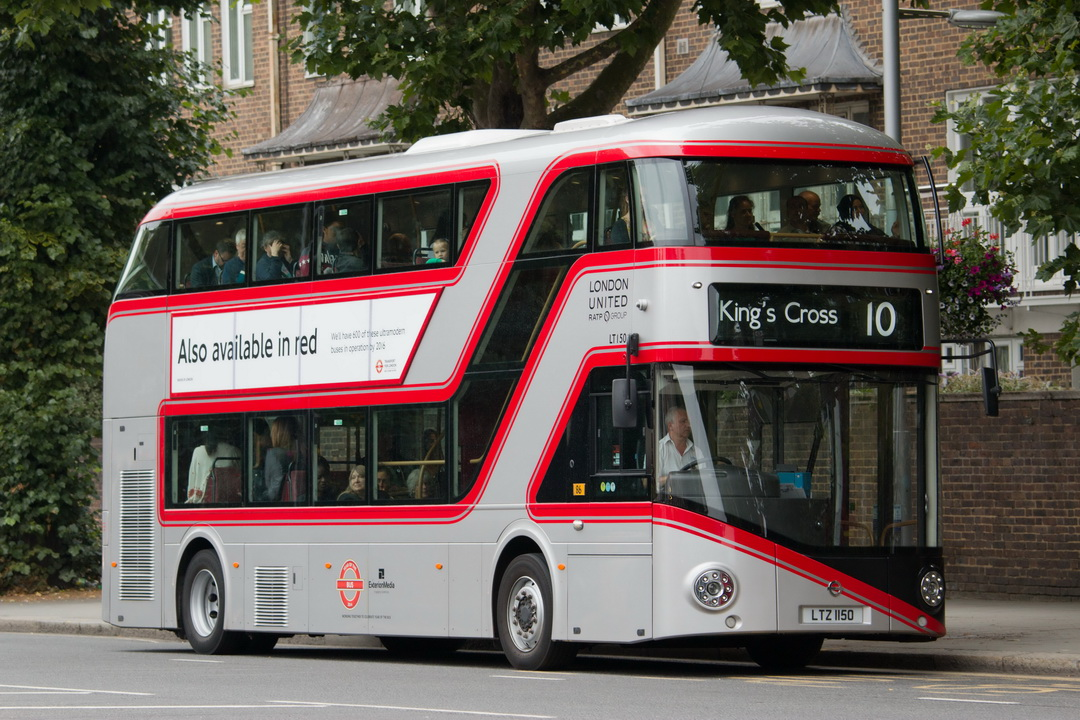
London United New Routemaster busza piros-ezüst festéssel a „busz évét” hirdeti

A busz életnagyságú modelljét 2010. november 11-én mutatták be az Acton depóban. Az első prototípust, amit a sajtó számára még Boris Johnson is vezetett, 2011. május 27-én mutatták be, majd utasforgalomban először 2011 decemberében vett részt, amikor a városháza és a Trafalgar Square között közlekedett. Nem sokkal a bemutató után a prototípus lerobbant az M1-es autópályán, mint kiderült, kifogyott az üzemanyagból. Az első busz (LT2-es azonosítóval) 2012. február 27-én állt forgalomba az Arriva London állományában, a 38-as buszvonalon. A 2012-es londoni polgármester-választáson a munkáspárti Ken Livingstone kampányában ígérte, hogy megválasztása esetén a magas áruk miatt nem vásárol több New Routemastert. A választást Boris Johnson nyerte, aki jóváhagyta 600 új busz vásárlását összesen 160 millió font értékben.
Az első 272 buszt Euro 5-ös motorral szerelték, leszámítva hat darabot, amelyek már teljesítik az Euro 6-os környezetvédelmi normát. 2014-ben újabb 200 New Routemastert rendeltek, amit 2016 januárjában újabb rendelés követett, amivel 1000-re nőtt a megrendelt buszok száma.
A 2015 júniusától gyártott darabokat már csak kizárólag a megállókban nyitható harmadik ajtóval gyártják annak ellenére, hogy a New Routemaster egyik különlegessége a nyitott hátsó peron volt. Az egyik (LT812-es azonosítójú) buszt 11,3 méter helyett 10,1 méter hosszúra építették, ezzel nyolc üléssel kevesebb került bele. Ez a rövidebb busz a Metroline állományában állt forgalomba 2016-ban, a 91-es busz vonalán.
A 2016-os polgármester-választást a Munkáspárt jelöltje, Sadiq Khan nyerte, aki a magas áruk miatt leállította a további New Routemasterek vásárlását.

## Bemutatás

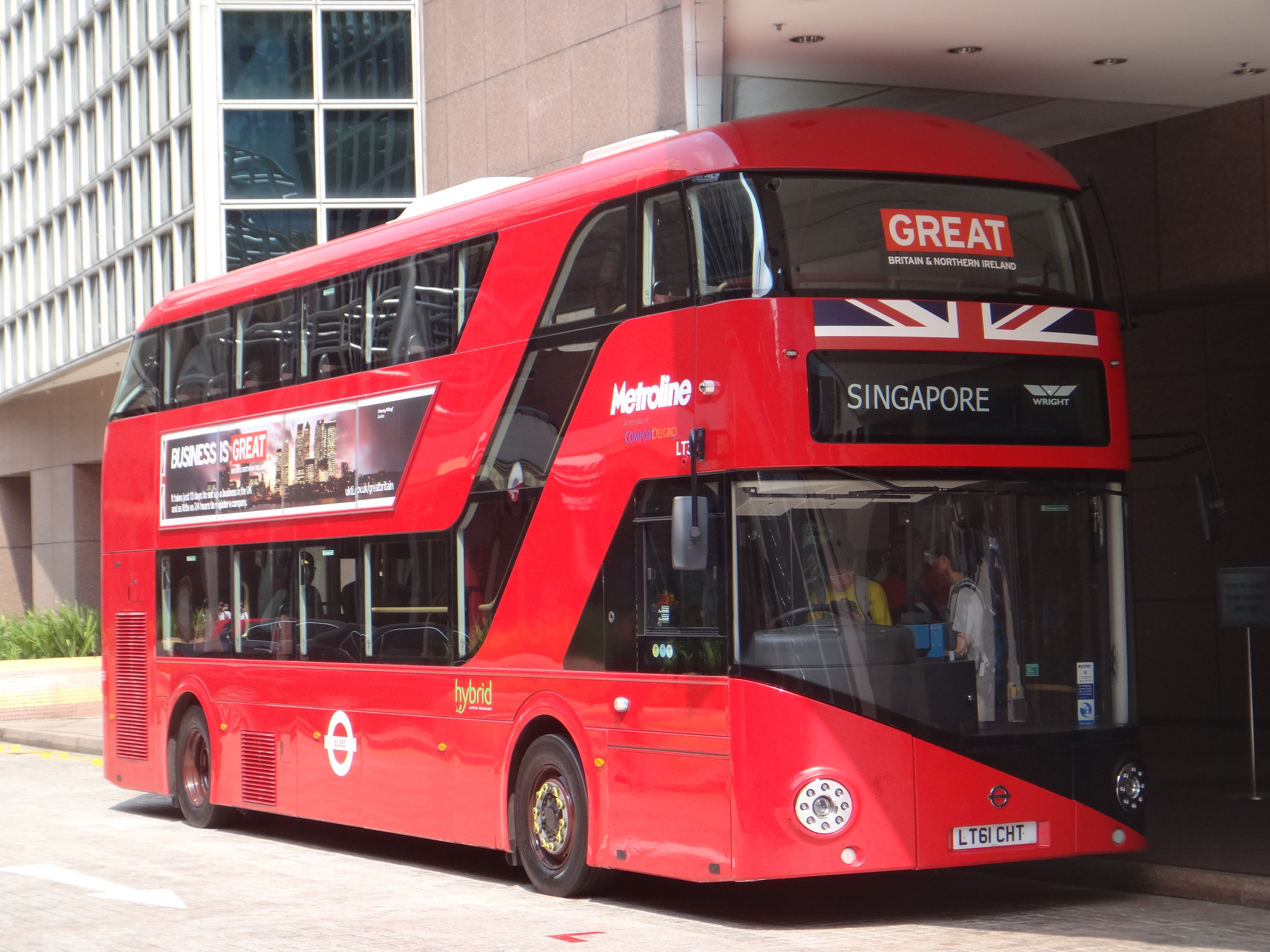
Az LT3 Szingapúrban

2013 szeptemberétől kezdődően az LT1-es és LT2-es azonosítójú buszokat a brit kormány globális kereskedelmi programja során a következő 12 hónapban 16 országban mutatták be. Az LT3-as buszt 2013 októberében Hongkongba, majd 2014 februárjában Szingapúrba vitték bemutatóra. 2014 augusztusában az LT1-es bemutatóbuszt Abu-Dzabiban hagyták egy időre, amíg a kereskedelmi program jövőjéről nem döntöttek, míg a másik kettő visszatért az Egyesült Királyságba.
2014 augusztusában az LT2 a First West Yorkshirehoz került hat hónapos járműpróbára. Erre az időre a busz zöld fényezést kapott, valamint New Bus for West Yorkshire („új busz West Yorkshire-nak”) típusjelzéssel futott. Számos rendezvényen bemutatták, majd végül 2015-ben visszatért Londonba. A zöld festését később átalakították a megszűnt London Country Bus Services retro festése alapján.
2014 novemberében a Stagecoach Strathtay két New Routemasterrel három hónapos próbát indított Dundee-ban. Az LT312-es és LT313-as buszok naponta közlekedtek Arbroath és a Ninewells Hospital között, a 73-as buszvonalon. A járműteszt azonban korán, 2014 decemberében véget is ért a járművek jelentős szintű meghibásodásai miatt.

## Üzemeltetés
New Routemaster buszokkal az alábbi vonalakon lehet találkozni:
| Összefoglaló táblázat | Összefoglaló táblázat | Összefoglaló táblázat | Összefoglaló táblázat |
| Vonalszám             | Üzemeltető            | Autóbuszgarázs        | Üzemeltetés kezdete   |
| --------------------- | --------------------- | --------------------- | --------------------- |
| 3                     | Abellio London        | Battersea             | 2016. február 8.      |
| 8                     | Stagecoach London     | Bow                   | 2014. június 28.      |
| 9                     | London United         | Stamford Brook        | 2013. október 26.     |
| 11                    | London General        | Stockwell             | 2013. szeptember 21.  |
| 12                    | London Central        | Camberwell            | 2015. március 28.     |
| 15                    | Blue Triangle         | Barking               | 2015. február 28.     |
| 16                    | Metroline             | Cricklewood           | 2015. szeptember 26.  |
| 21                    | London Central        | New Cross             | 2016. november        |
| 24                    | Metroline             | Holloway              | 2013. június 22.      |
| 27                    | London United         | Stamford Brook        | 2018. november 24.    |
| 38                    | Arriva London         | Clapton               | 2012. május 10.       |
| 48                    | Arriva London         | Ash Grove             | 2017. február 25.     |
| 55                    | Stagecoach            | Leyton                | 2015. február 28.     |
| 59                    | Arriva London         | Brixton               | 2016. március 22.     |
| 68                    | Abellio London        | Walworth              | 2016. február 6.      |
| 73                    | Arriva London         | Stamford Hill         | 2015. május 14.       |
| 76                    | London General        | Northumberland Park   | 2017. március 25.     |
| 88                    | London General        | Stockwell             | 2015. augusztus 22.   |
| 91                    | Metroline             | Holloway              | 2016. május 9.        |
| 137                   | Arriva London         | Brixton               | 2014. december 2.     |
| 148                   | London United         | Shepherd's Bush       | 2014. február 15.     |
| 149                   | Arriva London         | Tottenham             | 2015. október 13.     |
| 159                   | Abellio London        | Battersea             | 2015. december 12.    |
| 168                   | Metroline             | Cricklewood           | 2015. december 10.    |
| 189                   | Metroline             | Cricklewood           | 2016. augusztus 30.   |
| 211                   | Abellio London        | Battersea             | 2016. június 4.       |
| 253                   | Arriva London         | Stamford Hill         | 2016. október 20.     |
| 254                   | Arriva London         | Stamford Hill         | 2017. június 3.       |
| 390                   | Metroline             | Holloway              | 2013. december 7.     |
| 453                   | London General        | Mandela Way           | 2014. október 18.     |
| EL1                   | Blue Triangle         | Barking               | 2017. február 18.     |
| EL2                   | Blue Triangle         | Barking               | 2017. február 18.     |
| EL3                   | Blue Triangle         | Barking               | 2017. február 18.     |
| N3                    | Abellio London        | Battersea             | 2016. február 8.      |
| N8                    | Stagecoach London     | Bow                   | 2014. június 28.      |
| N11                   | London General        | Stockwell             | 2015. október 31.     |
| N15                   | Blue Triangle         | Barking               | 2017. augusztus 26.   |
| N16                   | Metroline             | Cricklewood           | 2016. október 8.      |
| N38                   | Arriva London         | Clapton               | 2014. május 10.       |
| N55                   | Stagecoach London     | Leyton                | 2015. február 28.     |
| N73                   | Arriva London         | Stamford Hill         | 2015. május 14.       |
| N253                  | Arriva London         | Stamford Hill         | 2016. október 20.     |

Amikor a buszok csak a járművezetővel közlekednek, akkor ő nyitja, csukja mind a három ajtót. Amikor a sofőr mellett egy kalauz is tartózkodik a buszon, akkor a hátsó peron ajtaja még menet közben is nyitva marad, amin keresztül megállók között a mozgásban lévő, vagy piros lámpánál álló járműre szabadon fel lehet szállni. Ebben az esetben a megállókból való induláskor a kalauz jelez a járművezetőnek, hogy szabad-e a hátsó peron, míg a sofőr ilyenkor csak az első két ajtót nyitja/zárja.
A kalauzok alkalmazása hétköznapokon reggel 6 és este 7 óra között buszonként 62 000 fontba kerül évente.
2014-től a Transport for London már nem alkalmazza az újabb vonalakon a kalauzos rendszert, így azokon a New Routemasterek harmadik ajtaja menet közben végig zárva marad, 2016 szeptemberében pedig hat buszvonalról vonták ki a kalauzokat.
Az utastéri klímák meghibásodásai miatt 2015 szeptemberétől utólag elkezdték nyitható ablakkal felszerelni a buszokat.

## Tulajdonosok
A Londonban alkalmazott modell alapján gyakori, hogy egy-egy buszvonalon hétévente új buszokkal felfrissítik a gépparkot függetlenül attól, hogy a vonal üzemeltetője megváltozik-e, vagy sem. Az így felszabadult buszokat vagy átcsoportosítják más londoni buszvonalra, vagy eladják egy másik Londonban üzemelő cégnek, de akár át is helyezhetik a Londonon kívüli vonalak valamelyikére.
A londoni közlekedési biztos, Peter Hendy 2008-ban elismerte, hogy gazdasági aggályokat vet fel, ha egyes buszvonalak megpályáztatásánál kikötik azt is a magán busztársaságoknak, hogy rendelkezzenek New Routemaster buszokkal. Elismerte azt is, hogy ez az üzemeltetők részéről magasabb ajánlatokat eredményezhet, mivel a városi ajtóelosztás a hátsó peronnal kedvezőtlen a Londonon kívüli üzemeltetők számára, valamint vidéki buszvonalakon a hibrid meghajtás hasznossága is megkérdőjelezhető. Épp ezért a London autóbusz-hálózatát felügyelő, független KPMG, azt ajánlotta, hogy a szerződést ne rövid időszakra kössék, hanem a jármű élettartamának időszakára.

## Média
A New Bus for London tervezésekor a BBC One 2010. május 18-án a The One Show műsorban bemutatta a londoni emeletes buszok elmúlt 100 évét, köztük a régi Routemastert is.
Mivel az Autocar magazin is szerepet játszott a busz létrejöttében, 2011 decemberében bemutattak egy New Routemaster járműtesztet is.
A Top Gear egyik epizódjában James May is tesztelte a buszt.

## Kritikák
A New Routemaster sok kritikát kapott a melegebb napokon nem megfelelően teljesítő léghűtő rendszere miatt.
A busz emeleti ablakai is kaptak bírálatot, miszerint túl keskenyek, ezáltal csak kevesebb fény jut be rajtuk.
2015 júliusában a BBC számolt be a 80 New Routemastert érintő akkumulátorhibáról, ami miatt a buszok kizárólag dízeles üzemmódban tudtak közlekedni. Összesen 200 New Routemaster akkumulátorait kellett garanciálisan kicserélni.
Ugyancsak 2015 júliusában Christian Wolmar polgármesterjelölt rávilágított, hogy a buszok több káros anyagot bocsátanak ki, mint az érkezésük előtt kiváltott társaik.

## Képgaléria

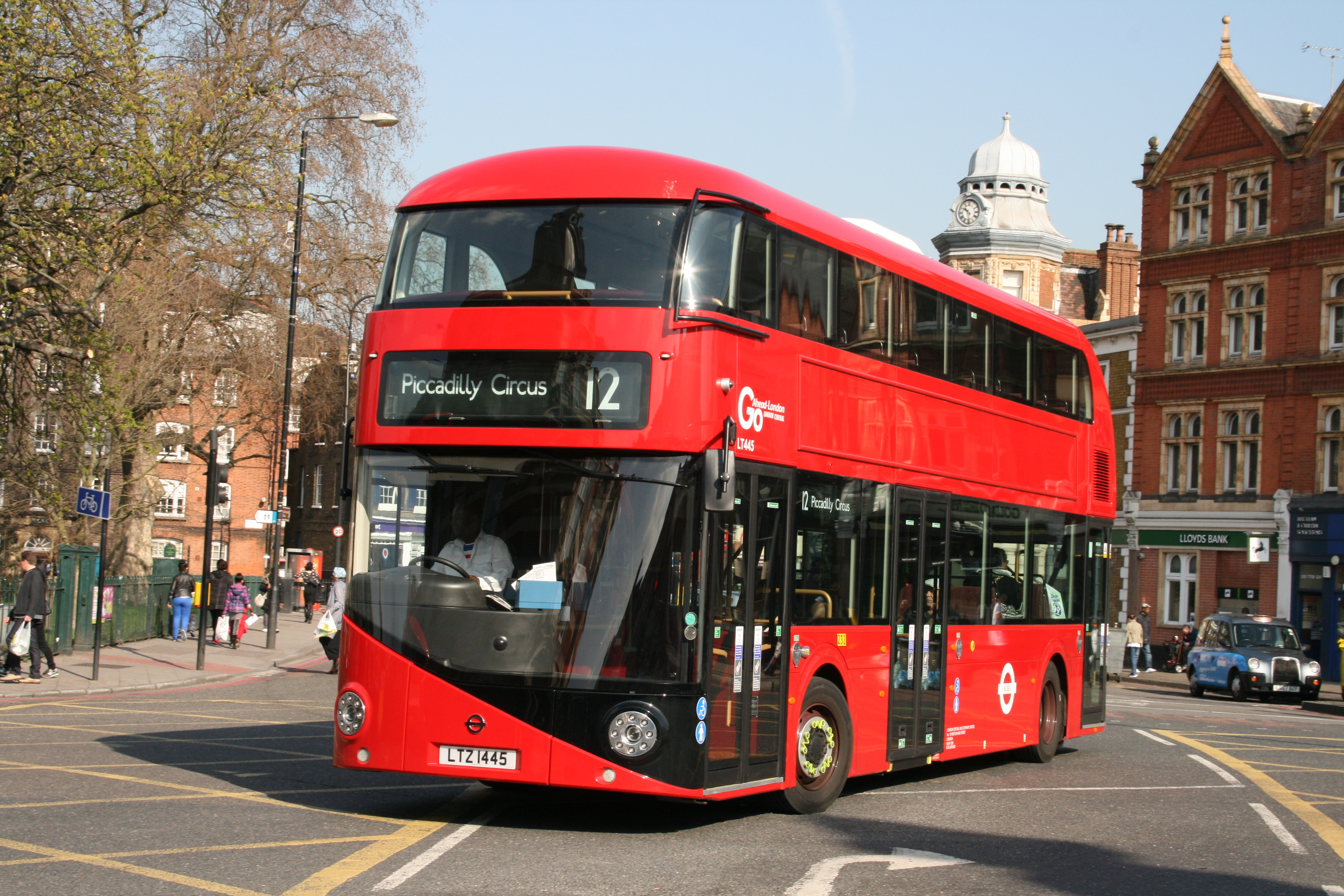
New Routemaster hagyományos piros fényezéssel
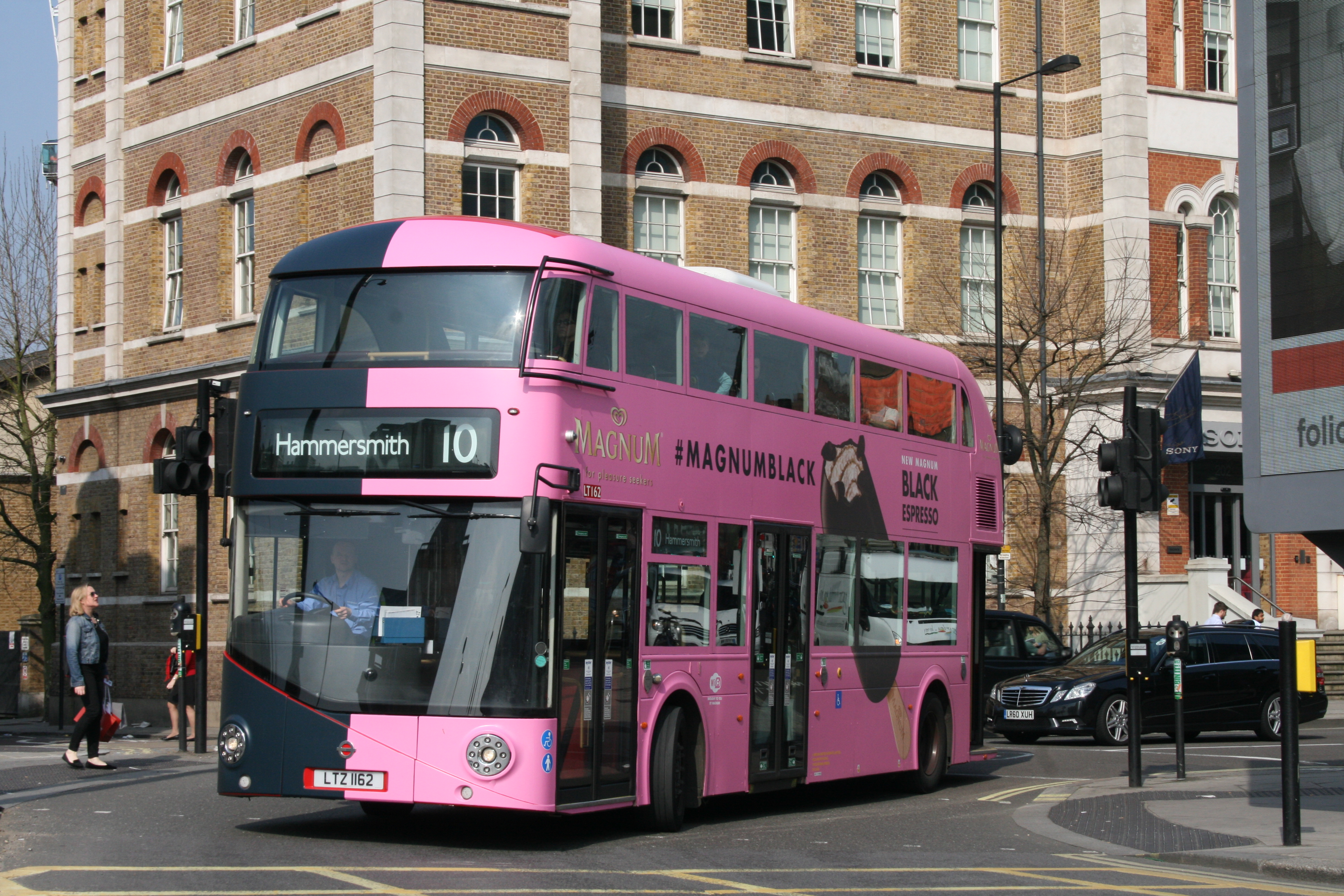
LT162 Magnum hirdetéssel
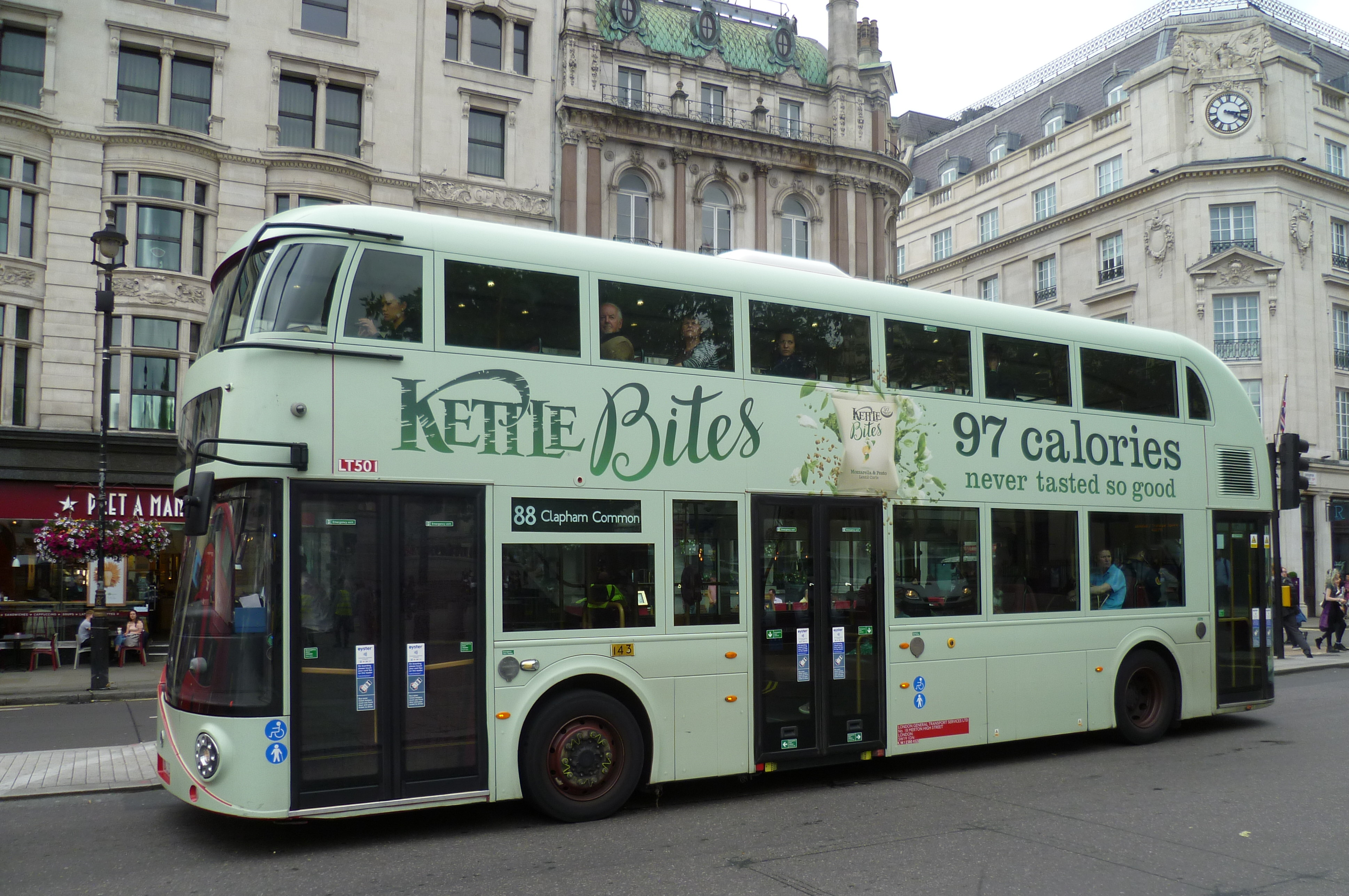
LT501 Kettle Bites hirdetéssel
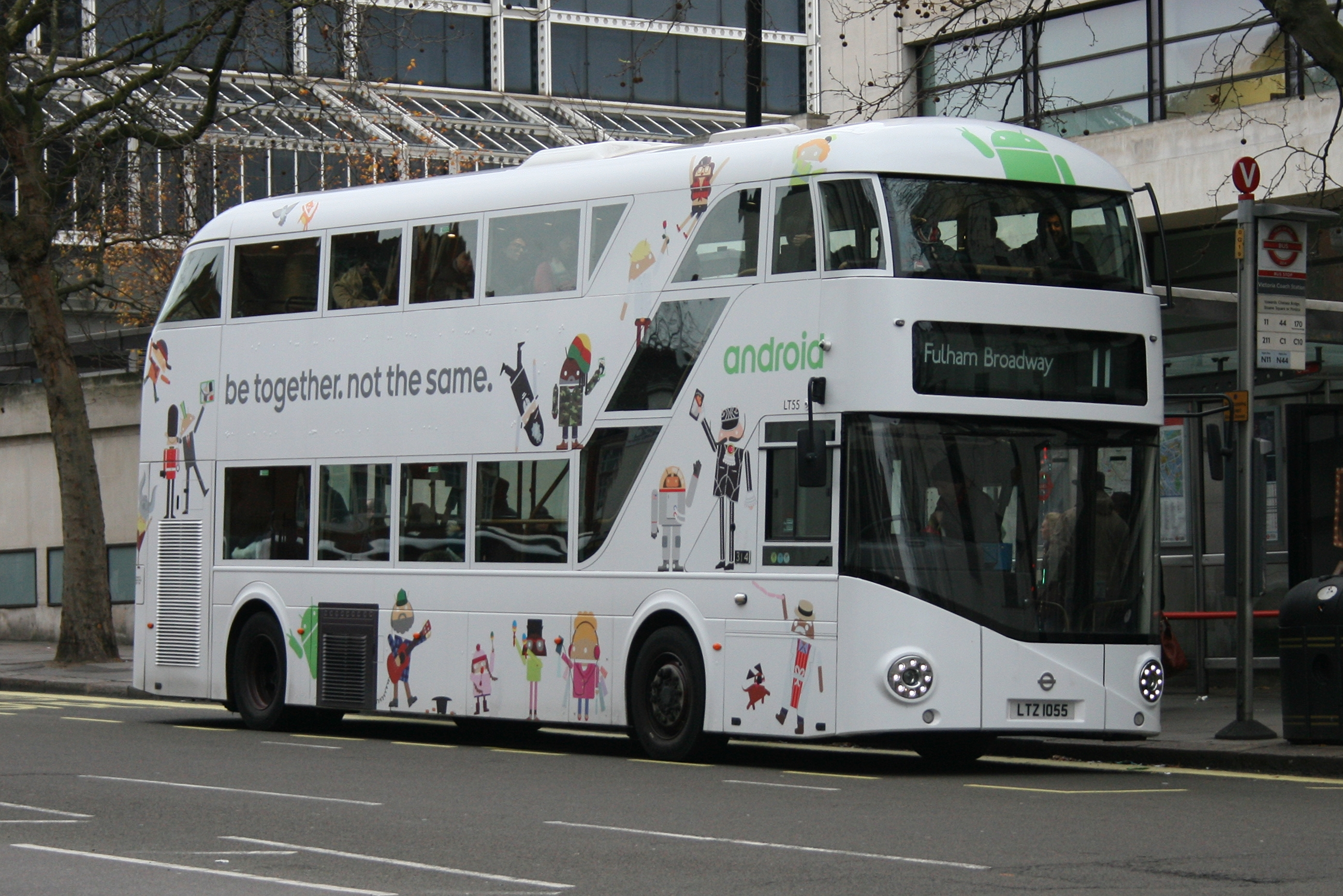
LT55 Android hirdetéssel
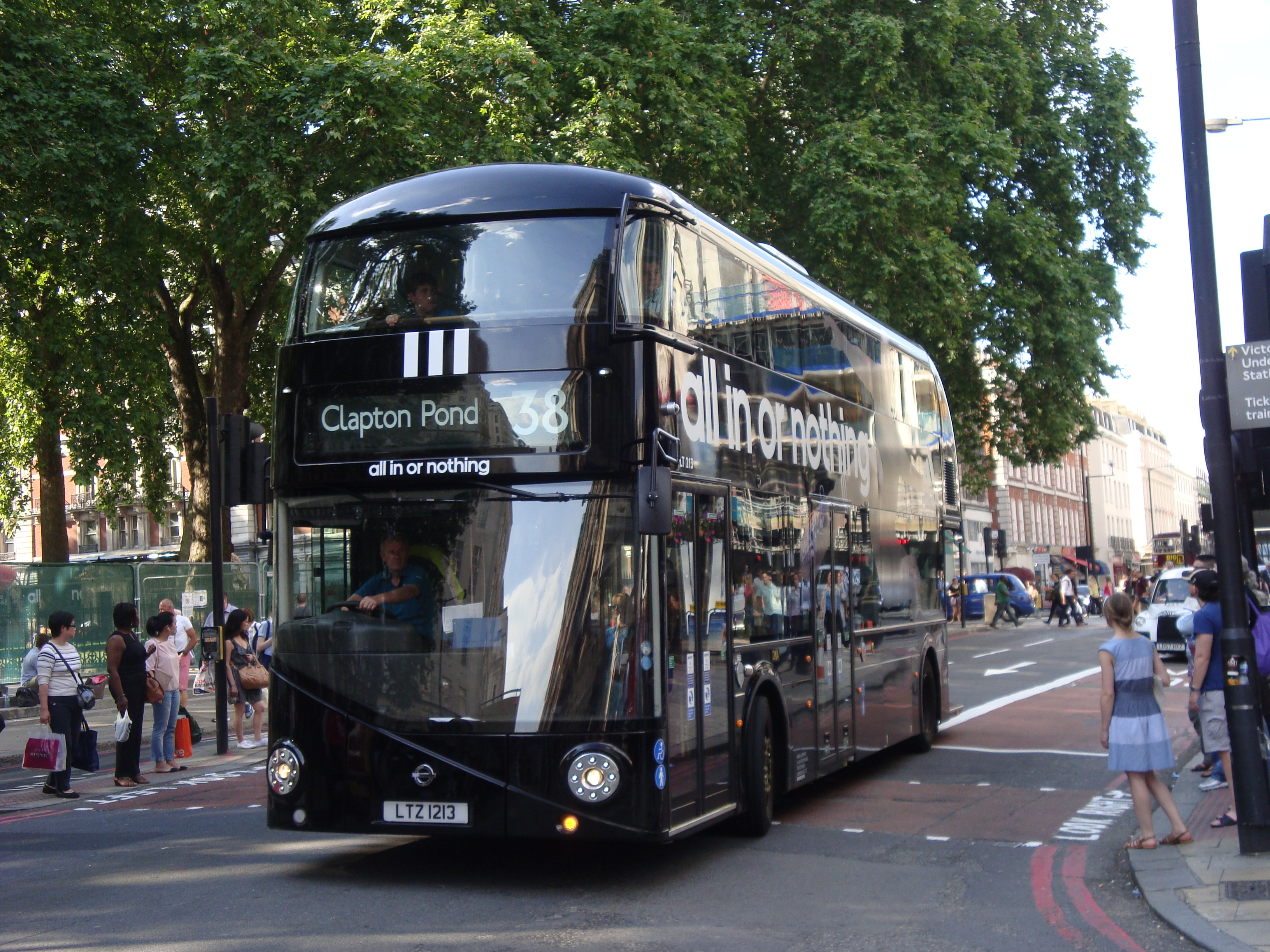
LT213 Adidas hirdetéssel
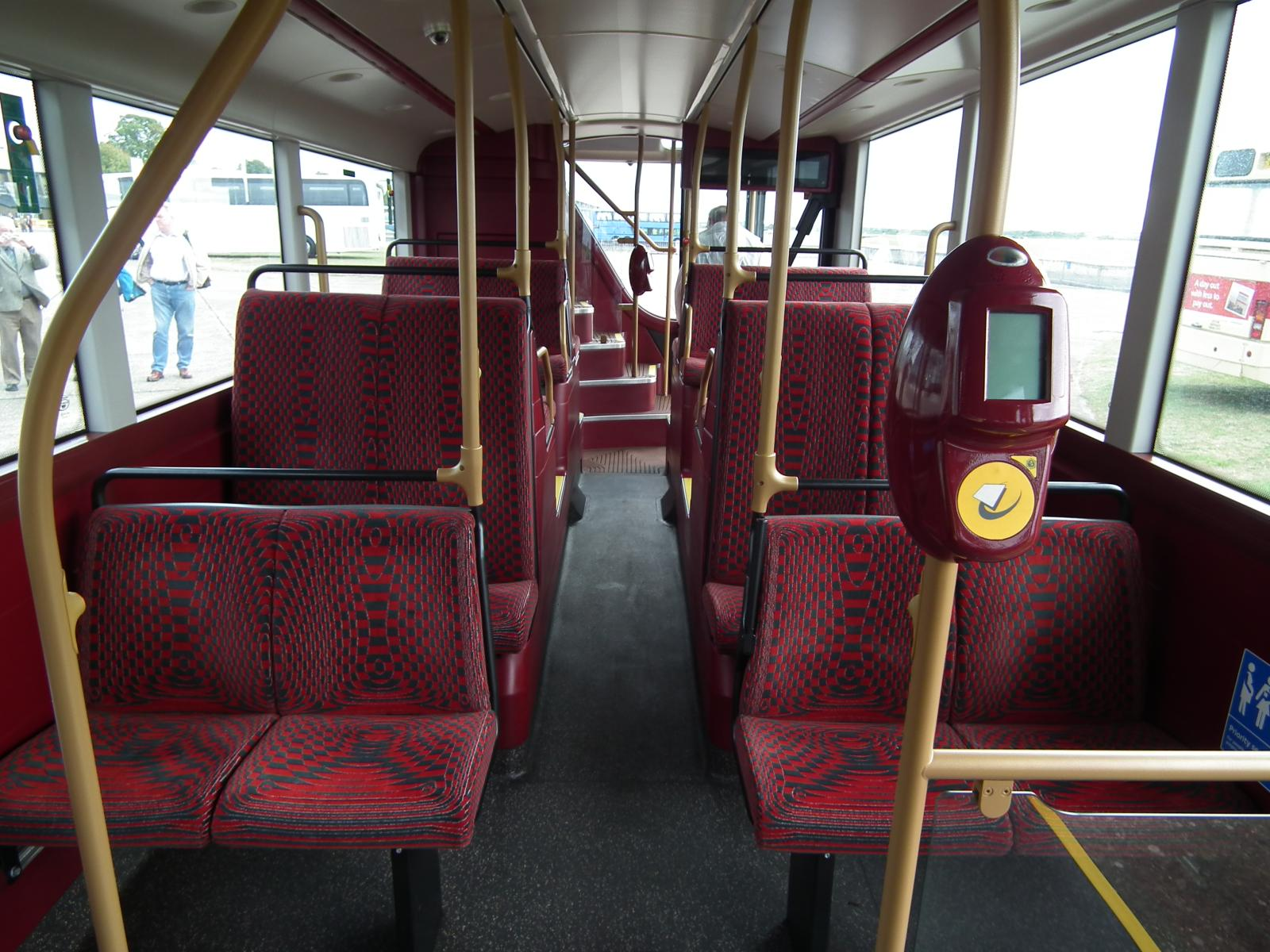
Utastér a földszinten…
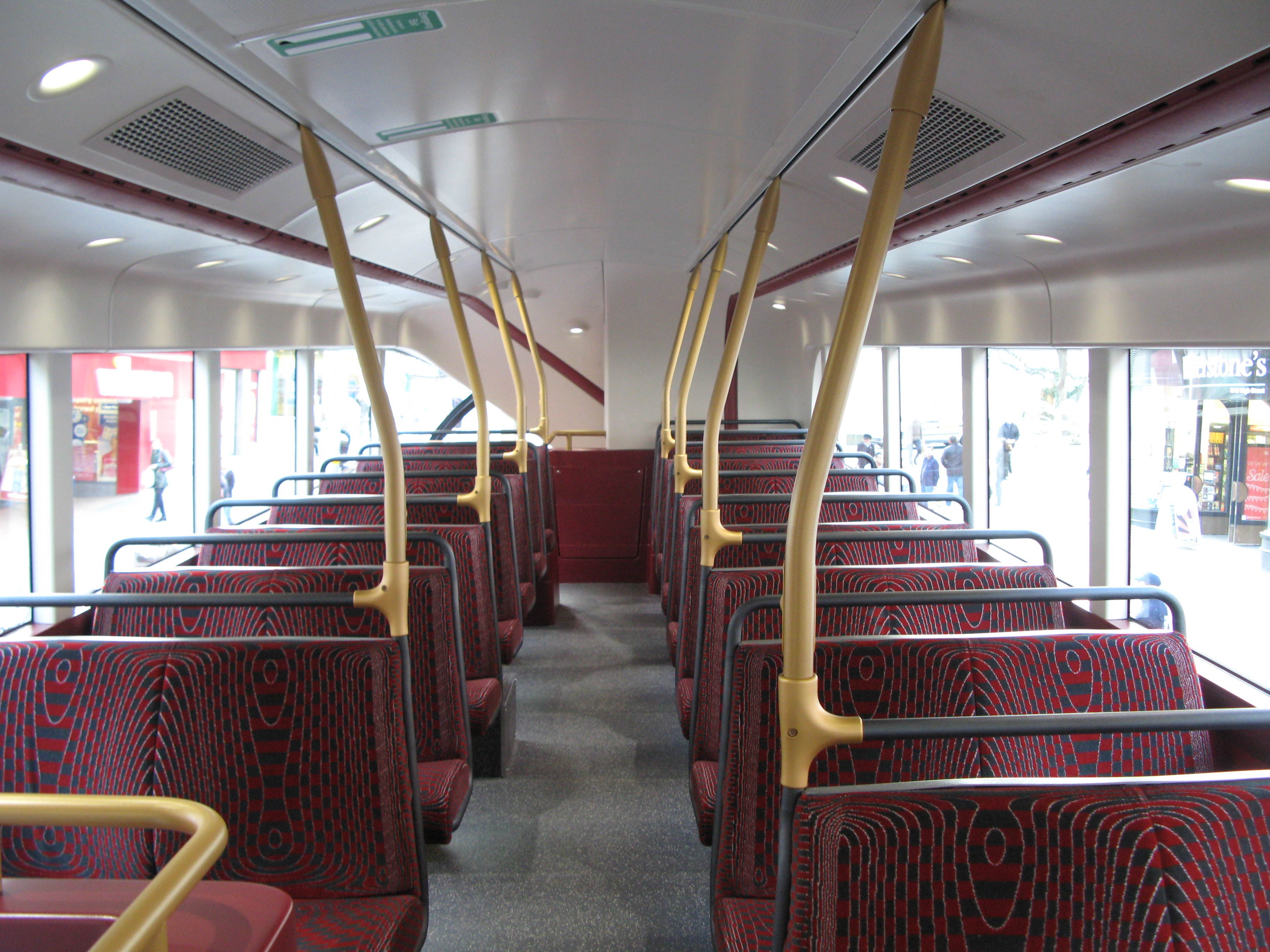
… és az emeleten

## Fordítás
- Ez a szócikk részben vagy egészben  a   New Routemaster című angol Wikipédia-szócikk ezen változatának fordításán alapul.  Az eredeti cikk szerkesztőit annak laptörténete sorolja fel. Ez a jelzés csupán a megfogalmazás eredetét és a szerzői jogokat jelzi, nem szolgál a cikkben szereplő információk forrásmegjelöléseként.